# Thomas Erdos
Thomas „Tommy” Erdos (ur. 30 października 1963 roku w Rio de Janeiro) – brazylijski kierowca wyścigowy.

## Kariera
Erdos rozpoczął karierę w międzynarodowych wyścigach samochodowych w 1988 roku od startów w Brytyjskiej Formule First, gdzie jedenastokrotnie stawał na podium, w tym pięciokrotnie na jego najwyższym stopniu. Zdobył tytuł wicemistrza tej serii. W późniejszych latach Brazylijczyk pojawiał się także w stawce Brytyjskiej Formuły Ford 2000, Brytyjskiej Formuły Renault, Europejskiego Pucharu Formuły Renault, Brytyjskiej Formuły 3, Global GT Championship, British GT Championship, 24-godzinnego wyścigu Le Mans, FIA GT Championship, American Le Mans Series, British Touring Car Championship, Grand American Rolex Series, Bathurst 24 Hour Race, 1000 km Le Mans, Le Mans Endurance Series oraz Le Mans Series.

## Wyniki w 24h Le Mans
| Rok  | Zespół                                  | Partnerzy                       | Samochód             | Klasa | Okr. | Poz. | Klasa Pos. |
| ---- | --------------------------------------- | ------------------------------- | -------------------- | ----- | ---- | ---- | ---------- |
| 1995 | Team Marcos                             | Cor Euser Chris Hodgetts        | Marcos Mantara LM600 | GT2   | 133  | NU   | NU         |
| 1996 | Team Marcos                             | Cor Euser Pascal Dro            | Marcos Mantara LM600 | GT2   | 40   | NU   | NU         |
| 1997 | Newcastle United Lister                 | Julian Bailey Mark Skaife       | Lister Storm GTL     | GT1   | 77   | NU   | NU         |
| 1999 | Chamberlain Engineering                 | Christian Vann Christian Gläsel | Chrysler Viper GTS-R | GTS   | 270  | 22   | 9          |
| 2003 | Graham Nash Motorsport Ray Mallock Ltd. | Mike Newton Pedro Chaves        | Saleen S7-R          | GTS   | 292  | 28   | 6          |
| 2004 | Ray Mallock Ltd.                        | Mike Newton Nathan Kinch        | MG-Lola EX257-AER    | LMP1  | 256  | NU   | NU         |
| 2005 | Ray Mallock Ltd.                        | Mike Newton Warren Hughes       | MG-Lola EX264-Judd   | LMP2  | 305  | 20   | 1          |
| 2006 | Ray Mallock Ltd.                        | Mike Newton Andy Wallace        | MG-Lola EX264-AER    | LMP2  | 343  | 8    | 1          |
| 2007 | Ray Mallock Ltd.                        | Mike Newton Andy Wallace        | MG-Lola EX264-AER    | LMP2  | 251  | NU   | NU         |
| 2008 | Ray Mallock Ltd.                        | Mike Newton Andy Wallace        | MG-Lola EX265-AER    | LMP2  | 100  | NU   | NU         |
| 2009 | RML                                     | Mike Newton Chris Dyson         | Lola B08/86-Mazda    | LMP2  | 273  | NU   | NU         |
| 2010 | RML                                     | Mike Newton Andy Wallace        | Lola B08/80-HPD      | LMP2  | 358  | 8    | 3          |
| 2011 | RML                                     | Mike Newton Ben Collins         | HPD ARX-01d          | LMP2  | 314  | 12   | 4          |